# Чуга (приток Пинеги)
Чуга — река в Холмогорском районе Архангельской области России.
Берёт начало из озера Межное близ станции Северной железной дороги Глубокое-Новое. Река течёт в основном в северном направлении. Впадает в Пинегу по левому берегу в 45 км от её устья (на 1 км ниже устья реки Чуплега). Длина 34 км. Питание смешанное, с преобладанием снегового. Наиболее крупные притоки — Позёра, Точиха, Сточная.
В бассейне реки находится Чугский государственный ландшафтный заказник. В нижнем течении на берегу реки находится деревня Чуга Белогорского сельского поселения.

## Карта
- Лист карты Q-38-133,134 Светлый. Масштаб: 1 : 100 000. Указать дату выпуска/состояния местности.